# آی‌ان‌اس سیندوراتنا (اس۵۹)
آی‌ان‌اس سیندوراتنا (اس۵۹) (به انگلیسی: INS Sindhuratna (S59)) یک زیردریایی است که طول آن ۷۲٫۶ متر (۲۳۸ فوت) می‌باشد. این زیردریایی در سال ۱۹۸۸ ساخته شد.